# Montagny-sur-Grosne
Montagny-sur-Grosne is een plaats en voormalige gemeente in het Franse departement Saône-et-Loire (regio Bourgogne-Franche-Comté) en telt 88 inwoners (2009). De plaats maakt deel uit van het arrondissement Mâcon. Montagny-sur-Grosne is op 1 januari 2019 gefuseerd met de gemeenten Brandon en Clermain tot de gemeente Navour-sur-Grosne. 

## Geografie
De oppervlakte van Montagny-sur-Grosne bedraagt 7,2 km², de bevolkingsdichtheid is dus 12,2 inwoners per km².
De onderstaande kaart toont de ligging van Montagny-sur-Grosne met de belangrijkste infrastructuur en aangrenzende gemeenten.

## Demografie
Onderstaande figuur toont het verloop van het inwonertal (bron: INSEE-tellingen).